# Lozotaeniodes
Lozotaeniodes is een geslacht van vlinders van de familie bladrollers (Tortricidae).

## Soorten
- L. brusseauxi Gibeaux, 1999
- L. cupressana (Duponchel, 1836)
- L. formosana - Stipjesbladroller (Geyer, 1830)